# 콘스탄츠 동맹

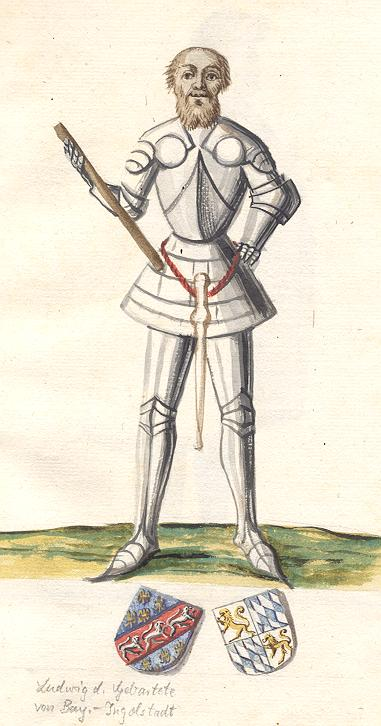
콘스탄츠 동맹 설립의 원인이 된 바이에른 공작 루트비히 7세

콘스탄츠 동맹(독일어: Konstanzer Liga)은 독일 바이에른 공작 루트비히 7세에 대항해 사촌인 하인리히 16세가 콘스탄츠 공의회를 계기로 1415년에 설립한 군사 동맹이다.